# Carmino de Pilla
Carmino de Pilla (25 giugno 1912 – ...) è stato un cestista brasiliano.

## Carriera
Ha disputato con il Brasile le Olimpiadi di Berlino 1936, giocando 4 partite.